# Solomonargiolestes bougainville
Solomonargiolestes bougainville is een libellensoort uit de familie van de Argiolestidae, onderorde juffers (Zygoptera).
De wetenschappelijke naam van de soort is voor het eerst geldig gepubliceerd in 2008 als Argiolestes bouganville door Kalkman.